# DDR2 SDRAM

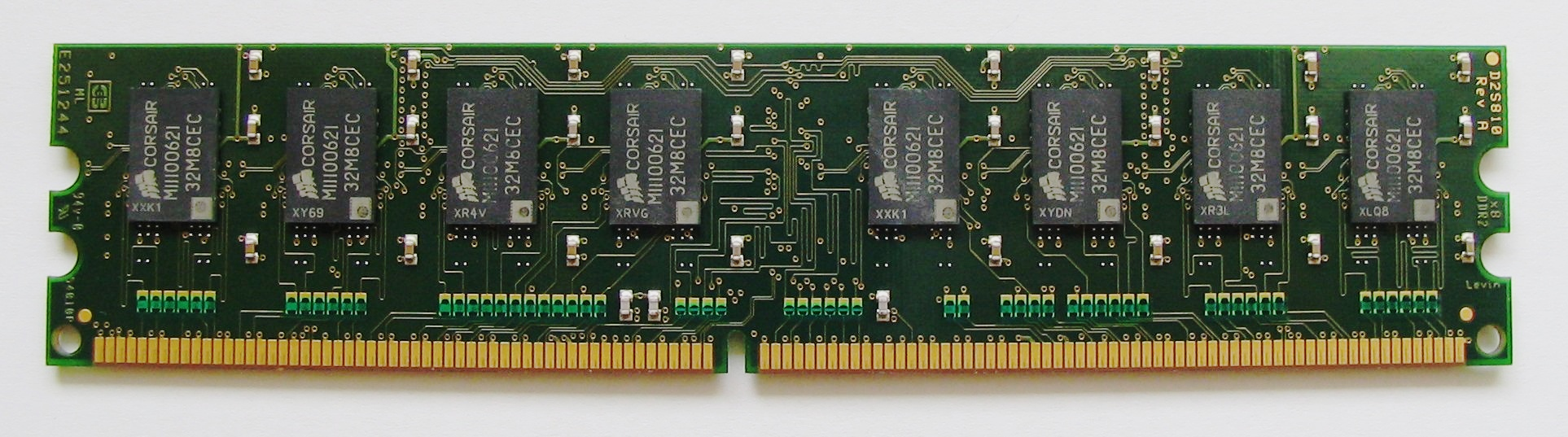
512 MiB DDR2-533 modul med BGA chips.

Grafisk jämförelse av DDR, DDR2 och DDR3 till stationär PC

DDR2 är en typ av arbetsminne till datorer som tidigare bara kunde användas till Intels moderkort med  chipseten 775, 975, 967, 955, 945, 925 och 915. Även vissa VIA-kretsar klarar av DDR2, t.ex. P4M890. Under sommaren 2006 lanserade AMD en ny processorsockel, AM2, som även den ger AMD-processorerna stöd för DDR2. Fördelen med DDR2 är den ökade klockfrekvensen och nackdelen den långa fördröjningen. DDR2-minnena är ej bakåtkompatibla med DDR eftersom DDR2 bland annat har andra signalnivåer, andra hastigheter och 240 anslutningar mot DDR SDRAMs 184 stycken.

## Kretsspecifikationer
- DDR2-400: DDR2-SDRAM-minneskretsen arbetar på 200 MHz
- DDR2-533: DDR2-SDRAM-minneskretsen arbetar på 266 MHz
- DDR2-667: DDR2-SDRAM-minneskretsen arbetar på 333 MHz
- DDR2-800: DDR2-SDRAM-minneskretsen arbetar på 400 MHz
- DDR2-1066: DDR2-SDRAM-minneskretsen arbetar på 533 MHz

## Modulspecifikationer
- PC2-3200: DDR-SDRAM-minnesmodulen arbetar på 400 MHz och använder DDR-200-kretsar, 3.200 Gbyte/s bandbredd
- PC2-4200: DDR-SDRAM-minnesmodulen arbetar på 533 MHz och använder DDR-266-kretsar, 4.266 Gbyte/s bandbredd
- PC2-5300: DDR-SDRAM-minnesmodulen arbetar på 667 MHz och använder DDR-333-kretsar, 5.333 Gbyte/s bandbredd
- PC2-6400: DDR-SDRAM-minnesmodulen arbetar på 800 MHz och använder DDR-400-kretsar, 6.400 Gbyte/s bandbredd
- PC2-8500: DDR-SDRAM-minnesmodulen arbetar på 1066 MHz och använder DDR-533kretsar, 8.533 Gbyte/s bandbredd